# 구묘지역 (게이힌 급행 전철)
구묘지역(일본어: 弘明寺駅、ぐみょうじえき)
(영어: Gumyōji Station)은 일본 가나가와현 요코하마시 미나미구에 있는 게이힌 급행전철 본선의 철도역이다. 역 번호는 KK43이다.

## 역 구조
상대식 승강장 2면 2선의 지상역에서 교상 역사를 갖는다. 승강장은 대체로 남북 방향으로 뻗어 있고 역사는 북쪽에 위치한다.
개업 당시에는 구묘지를 본뜬 붉은 기와 지붕의 개성적인 역사였지만, 이용자 증가에 따라 1984년 12월에 근대적인 교상 역사가 들어섰다.

### 타는 곳
| 1 | 게이큐 본선 | 가미오오카·우라가·미사키구치 방면                      |
| 2 | 게이큐 본선 | 요코하마·게이큐 가와사키·시나가와·센가쿠지·신바시 방면 |

## 역세권 정보
- 요코하마지하철 구묘지역
- 구묘지
- 구묘지 공원
- 방송 대학

## 역사
- 1930년 4월 1일: 쇼난 전기철도의 역 영업 개시.
- 1942년 5월 1일: 게이힌 전철이 도쿄 급행 전철에 통합되어 도큐 쇼난 선의 역이 됨.
- 1969년 10월: 승강장을 연장하여, 6량 편성의 열차 대응됨, 과선교를 설치하여 구내 건널목을 폐지함.
- 1984년 12월: 교상역사가 됨.
- 1985년 4월: 역전 광장 및 주륜장의 정비가 완성됨.
- 1987년 12월: 승강장을 연장하여, 8량 편성의 열차 대응됨, 급행의 임시정차를 개시.
- 1999년 7월 31일: 게이큐 가마타 ~ 신즈시 간 급행열차의 운행을 폐지하여, 보통열차만 정차하게 됨.
- 2010년 5월 16일: 다시 에어포트 급행의 정차역이 됨.

## 인접역
| 게이힌 급행 전철 본선                        | 게이힌 급행 전철 본선 | 게이힌 급행 전철 본선            |
| -------------------------------------------- | --------------------- | -------------------------------- |
| KK42 이도가야 하네다 공항 제1·제2터미널 방면 | ■ 에어포트 급행       | KK44 가미오오카 즈시·하야마 방면 |
| KK42 이도가야 시나가와 방면                  | ■ 보통                | KK44 가미오오카 우라가 방면      |